# Helicopacris relicta
Helicopacris relicta är en insektsart som beskrevs av Marius Descamps 1978. Helicopacris relicta ingår i släktet Helicopacris och familjen Romaleidae. Inga underarter finns listade i Catalogue of Life.